# История ЛГБТ-движения в Германии
ЛГБТ-движение в Германии пережило три волны в своём развитии. С конца девятнадцатого века (до прихода к власти нацистов) появились первые в мировой истории исследования природы гомосексуальности, журналы для геев и лесбиянок и фильмы о них. Вторая волна (1960—1980-е годы) привела к образованию правозащитных ЛГБТ-организаций, становлению гей-культуры Германии, первым демонстрациям и гей-прайдам. Современный этап германского ЛГБТ-движения ознаменовался развитием широкой сети узкопрофильных ЛГБТ-организаций, законодательным урегулированием статуса однополых семей и запретом дискриминации гомосексуалов. В 2017 году в стране были легализованы однополые браки с правом совместного усыновления детей.

## Зарождение гомосексуального движения в Германии

### Правовое положение гомосексуальных отношений в Германской империи
Великая французская революция (1789—1799) и провозглашение Декларации прав человека и гражданина (1789) положили начало процессу отделения церкви от государства и заложили основы для либерализации отношения к гомосексуалам в Западной Европе. В 1787 году в уголовном кодексе императора Священной Римской империи Иосифа II, действующего на наследственных землях Габсбургов, была отменена смертная казнь за однополые отношения и заменена штрафами.
В 1791 году во Франции была официально декриминализированы гомосексуальные отношения, что также сохранилось и во французском Уголовном кодексе 1810 года. Благодаря Наполеоновским войнам французское право распространилось на многие подконтрольные территории, в том числе на некоторые немецкие государства.
30 сентября 1817 года в Швейцарии был публично казнён гомосексуальный мужчина за убийство своего любовника. Эта история глубоко затронула немецкоязычного писателя Генриха Хёссли (нем. Heinrich Hössli), вследствие чего он провёл собственное расследование этой истории и на её основе написал книгу «Эрос: Мужская любовь греков» (нем. Eros. Die Männerliebe der Griechen), которая считается первым трудом по защите гомосексуальности в современной истории.
В 1870 году прусское уголовное законодательство, карающее за однополые связи, было перенято Северогерманским союзом, а в 1871 году оно распространилось на территорию всей Германской империи в результате объединение германских государств в единое государство. С 1 января 1872 года новый кодекс вступает в силу, в нём параграф о «противоестественном блуде», наконец, получает номер 175, с которым он и становится печально известным.

### Публикации Ульрихса и Кертбени
Немецкий юрист и писатель Карл Генрих Ульрихс, живший в Королевстве Ганновер, где гомосексуальность уголовно не преследовалась, с 1850-х годов занимался изучением феномена гомосексуальности. Им было опубликовано множество статей из серии «Загадки мужской любви» (нем. Räthsel der mannmännlichen Liebe), в которых он в частности разработал раннюю концепцию сексуальной ориентации. Изучая сексуальность человека, Ульрихс различал с одной стороны, «дионингов» (нем. Dioninge) — мужчин, любящих женщин, и женщин, любящих мужчин, и с другой стороны, «урнингов» (нем. Urninge) — мужчин, любящих мужчин, и «урнинд» (нем. Urninden) — женщин, любящих женщин. Ульрихс полагал, что уранизм является врождённым свойством человека и поэтому гомосексуалы не должны привлекаться к уголовной ответственности.
В 1864 году Ульрихс в своей работе «Vindex. Social-juristische Studien über mannmännliche Geschlechtsliebe», изданной в Лейпциге, не только требовал прекращения уголовного наказания и общественного порицания однополой любви, но и призывал самих гомосексуалов объединяться и бороться за свои гражданские права. В своих исследованиях Ульрихс утверждал, что в каждом городе с более чем 100 000 жителями имеется не менее 50 взрослых гомосексуалов, а во всей Германской империи должно насчитываться до 35 тысяч гомосексуалов. Своими многочисленными публикациями Ульрихс пытался пробудить в гомосексуалах стремление к эмансипации и борьбе за свои права, а также разъяснить обществу последствия преследования однополой любви.
Летом 1869 года Карл Маркс отправил Фридриху Энгельсу одну из брошюр Ульрихса. В своём ответном письме от 22 июня 1869 года Энгельс писал:.
| Педерасты начинают считать свои ряды и полагают, что они составляют силу в государстве. Им не хватает только организации, но она, по-видимому, уже тайно существует… Счастье ещё, что мы лично слишком стары, чтобы опасаться, что при победе этой партии нас заставят своим телом платить дань победителям… Оригинальный текст (нем.)Die Päderasten fangen sich an zu zählen und finden, daß sie eine Macht im Staate bilden. Nur die Organisation fehlte, aber hiernach scheint sie bereits im Geheimen zu bestehen... Es ist nur ein Glück, daß wir persönlich zu alt sind, daß wir noch beim Sieg dieser Partei fürchten müßten, den Siegern körperlich Tribut zahlen zu müssen... — Из письма Ф. Энгельса К. Марксу от 22.06.1869 // Маркс К., Энгельс Ф. Сочинения. т. 32 – М., 1964 – с. 260. |

29 августа 1867 года на заседании немецких юристов в Мюнхене, в котором принимали участие более 500 человек, Ульрихс впервые предложил не рассматривать гомосексуальные отношения с позиции правонарушений и отменить все имеющиеся уголовные преследования гомосексуалов. Такое предложение не вызвало восторга у юристов, которые не дали Ульрихсу закончить свою речь, посчитав его доклад скандальным, «чрезмерно сексуализированным» и порочным.
В 1870 году Ульрихс пытается организовать журнал для гомосексуалов «Уранус», однако после выхода первого номера журнал прекращает своё существование. Вскоре в 1880 году Ульрихс по причине всё более ухудшающегося отношения его коллег к нему и общества в целом к его работам эмигрировал в Италию. Умер он в 1895 году в небольшом итальянском местечке Акила в бедности и забвении.
В 1869 году берлинский публицист венгерского происхождения Карл Мария Кертбени, занимавшийся вопросами прав человека, анонимно издал листовку, в которой высказывался против уголовного преследования однополых отношений. В ней он впервые использовал слова «гомосексуальность» и «гетеросексуальность».

### Патологизация гомосексуальности
В конце девятнадцатого века благодаря публикациям научных работ многих именитых врачей-психиатров гомосексуальность начинает считаться психическим заболеванием. Термины «гомосексуальность» и «гетеросексуальность» в то время обозначали исключительно сексуальное поведение, то есть конкретные сексуальные контакты, а не чувства, желания или фантазии.
В 1869 году берлинский психиатр Карл Вестфаль вводит термин «контрерсексуальность» (нем. Konträrsexualität) для лиц, практикующих однополые сексуальные контакты, и лиц, носящих одежду противоположного пола. Таких людей Вестфаль относит к психически больным.
В 1886 году психиатр и сексолог Рихард фон Крафт-Эбинг, руководивший также приютом для умалишённых, опубликовывает свой знаменитый труд «Psychopathia sexualis», в котором он различает врождённую и приобретённую формы гомосексуальности и вводит их в ранг сексуальных девиаций и половых извращений.
В 1891 году психиатр и сексолог Альберт Молль опубликовывает первую монографию на немецком языке, целиком посвящённую гомосексуальности, — свой труд «Die Conträre Sexualempfindung». Он считает гомосексуальность врожденным свойством и причисляет её к болезненной перверсии, а также высказывается против уголовного преследования гомосексуалов.

### Научно-гуманитарный комитет Магнуса Хиршфельда
Состоявшийся в 1895 году в Лондоне громкий судебный процесс против английского поэта Оскара Уальда по обвинению в сексуальных связях с Альфредом Дугласом, в результате которого поэт был приговорён к двум годам тюрьмы и принудительным работам, послужил толчком для немецкого врача и сексолога Магнуса Хиршфельда к общественной деятельности по декриминализации и общественному признанию однополых контактов между мужчинами.
15 мая 1897 года усилиями Магнуса Хиршфельда, Макса Шпора, Эдуарда Оберга и Франца-Йозефа фон Бюлова был основан Научно-гуманитарный комитет — первая в мире организация, отстаивающая права гомосексуалов; одной из целей Комитета стала борьба за отмену § 175. В 1902 году возникают региональные представительства Комитета в Франкфурте-на-Майне, Мюнхене, Дюссельдорфе и Лейпциге.
В 1897 году Комитет подаёт первую петицию Рейхстагу с просьбой отменить преследование гомосексуальных контактов. Петицию подписали более 6 тысяч учёных, политиков и деятелей искусства. В 1900 году Комитетом была подана вторая подобная петиция. Третья петиция была подана в 1904 году, но она была отклонена, и в 1907 году она была подана снова, но также не имела никакого успеха.
В 1899 году Научно-гуманитарный комитет выпускает первый научный журнал по сексологии — «Ежегодник промежуточных половых ступеней» (нем. Jahrbuch für sexuelle Zwischenstufen), который выходил в течение следующих 23 лет вплоть до 1923 года. Ежегодник стал важнейшей платформой для дискуссий о гомосексуальности; в журнале регулярно печатались результаты научных исследований, историкографические статьи и биографические эссе. В работах Хиршфельда и его последователей в центре внимания стоит промежуточное половое положение гомосексуалов — фемининного гомосексуального мужчины и маскулинной гомосексуальной женщины.
Созданное в 1903 году Адольфом Брандом (нем. Adolf Brand) «Сообщество своих» (нем. Gemeinschaft der Eigenen), представляющее собой закрытое общество подписчиков журнала «Свой» (и являющееся второй гей-организацией Германии после Комитета), отвергало идеи Хиршфельда о фемининности гомосексуальных мужчин как стереотипное карикатурное представление и воспевало мужественность. Первый журнал для гомосексуалов «Свой» (нем. „Der Eigene“) был основан Брандом в 1896 году.
В 1901 году Научно-гуманитарный комитет публикует предназначенную для широких масс статью Хиршфельда «Что должен знать народ о третьем поле» (нем. „Was muss das Volk vom Dritten Geschlecht wissen!“). С 1903 года Хиршфельд следует примеру таких известных сексологов как Хэвлок Эллис и Пауль Нэкке и проводит исследования, призванные показать отсутствие взаимосвязи между гомосексуальностью и дегенерацией личности.
В 1903 году Хиршфельд проводит массовое анкетирование студентов, целью которого является получение статистических данных о количестве гомо- и бисексуалов в обществе. В результате исследования Хиршфельд приходит к выводам о том, что 1,5 % населения гомосексуальны и 3,9 % бисексуальны. Один из студентов, получивший анкету Хиршфельда по почте, подаёт против него иск по причине «оскорбления» и «распространения развратной литературы». Иск против Хиршфельда был удовлетворён и исследователь был приговорён к денежному штрафу в 200 марок.
Прошедшая в 1907—1909 годы череда громких процессов, связанных с делом Хардена-Ойленбурга, значительно усиливает антигомосексуальные настроения в обществе. Хиршфельд назначается экспертом в деле для установления гомосексуальности участников процесса. В результате того, что Хиршфельд после окончания одного из процессов и уже в процессе другого вдруг отказывается от выводов своей предыдущей экспертизы, к нему теряется доверие и в результате многие члены Научно-гуманитарного комитета выходят из него и основывают организацию Sezession («Сецессия»). В результате возникших в Комитете противоречий в нём наступает кризис.
В 1908 году Хиршфельд вместе с психоаналитиком Карлом Абрахамом проводят официальное исследование мужчины, после чего мужчина получает официальное разрешение от властей на ношение женской одежды. В 1910 году Хиршфельд вводит термин «трансвестит» для обозначения мужчин и женщин, предпочитающих носить одежду противоположного пола, несмотря на то, что большинство психоаналитиков (в частности, Исидор Задгер и Вильгельм Штекель) продолжают причислять таких людей к гомосексуалам.
В 1914 году Хиршфельд издаёт монографию «Гомосексуальность мужчины и женщины» (нем. „Die Homosexualität des Mannes und des Weibes“), в которой впервые в истории предлагает концепцию терапии гомосексуалов с целью примирения их со своей сексуальностью, а не с целью превращения их в гетеросексуалов.

## Либерализация времён Веймарской республики

### Возникновение правозащитных организаций
С падением империи и созданием Веймарской республики (1918) были гарантированы свободы слова и собрания всем гражданам. В это время происходит расцвет гомосексуального движения и появляется большое число организаций гомосексуалов.
Первые такие «кружки», задачей которых было улучшение социального и общественного положения гомосексуалов, возникли в крупных городах уже в 1919 году. Например, в Берлине был создан «Берлинский дружеский союз» (нем. Berliner Freundschaftsbund), целью которого была провозглашена борьба за улучшение социального, политического и юридического положения гомосексуалов. В 1920 году на его базе при сотрудничестве организаций гомосексуалов из Гамбурга и Франкфурта-на-Майне создаётся «Немецкое объединение дружбы» (нем. Deutscher Freundschaftverband), представляющее собой координационный центр для различных региональных групп. В 1921 году в Касселе состоялся первый съезд «Немецкого объединения дружбы», в котором приняли участие 8 региональных организаций гомосексуалов. В последующие годы до 1929 года проходили также несколько подобных встреч.
В 1922 году «Немецкое объединение дружбы» было преобразовано в «Союз за права человека» (нем. Bund für Menschenrecht), ставший единственной на то время массовой организацией гомосексуалов. Первым председателем Союза стал издатель Фридрих Радсцувайт (нем. Friedrich Radszuweit). Печатным органом организации был «Бюллетень за права человека» (нем. Blatt für Menschenrecht). Основной целью Союза была провозглашена отмена уголовного преследования и борьба с общественными предрассудками против гомосексуалов. Несмотря на небольшое число активных членов, занимающихся борьбой за политические цели, в общей сложности в апреле 1924 года Союз насчитывал 12 тысяч членов. К 1929 году число членов возросло до 48 тысяч. В то же время «Сообщество Своих» Адольфа Бранда насчитывало не более 2-3 тысяч членов. Большинство местных кружков «Союза за права человека» представляли собой досуговые встречи по интересам и обсуждение новостей.
В 1923 году «Союзом за права человека», Научно-гуманитарным комитетом и «Сообществом Своих» был основан «Активный комитет» (нем. Aktionskomitee) для осуществления координации действий. Основной задачей Научно-гуманитарного комитета являлась подготовка научной почвы для отмены параграфа 175. В то же время «Союз за права человека» перенял на себя все необходимые контакты с государственными учреждениями и проведение разъясняющей работы с общественностью. Задачей «Сообщества Своих» стала информационная пропаганда посредством искусства.
Между «Союзом за права человека» и Научно-гуманитарным комитетом имелись разногласия по различным вопросам. В то время как Союз требовал лишь декриминализации сексуальных контактов между совершеннолетними мужчинами старше 18 лет, Комитет требовал полного правового уравнивания гомосексуальных и гетеросексуальных контактов и понижения возраста согласия до 16 лет. Кроме того, Союз подвергал большой критике феминизированных гомосексуалов и трансвеститов за их «отталкивающий облик» и, как следствие, усиление гомонегативистских настроений в обществе; тогда как в Научно-гуманитарном комитете женственные мужчины и трансвеститы рассматривались как естественное проявление мужской гомосексуальности в соответствии с теорией Хиршфельда о «промежуточных сексуальных ступенях» (нем. sexuelle Zwischenstufen).

### Научные исследования гомосексуальности
В 1919 году Магнусом Хиршфельдом в Берлинском районе Тиргартен был основан Институт сексуальных наук, плотно сотрудничающий с Научно-гуманитарным комитетом, который перемещается в Институт и образует в нём «Отдел сексуальных реформ». Институт активно контактировал в своих исследованиях с гомосексуалами и трансгендерами. В исследованиях Института гомосексуалы рассматривались как представители третьего пола наряду с мужчинами и женщинами, поэтому они не должны быть преследуемы из-за наличия у них определённого врождённого качества.
С основанием Института Хиршфельд преследовал целью углубление научно-исследовательской базы по вопросам гомосексуальности с целью отмены антигомосексуального § 175, а также рассмотрение общих вопросов человеческой сексуальности и способствование проведению сексуальных реформ. В частности, в Институте проводились общественные вечера вопросов и ответов по темам сексуальности, семейной жизни, гигиены тела, контрацепции, аборту, гомосексуальности, половым инфекциям и другим вопросам. Таким образом, Институт являлся во многом практическим и научно-популярным продолжением Научно-гуманитарного комитета.
Австрийский физиолог Ойген Штайнах в 1919 году приходит к идее о том, что причина гомосексуальности лежит в женском яичнике или мужской мошонке, в связи с чем Штайнах предлагает в качестве «лечения» гомосексуалов их одностороннюю кастрацию и замену одного «гомосексуального» яичка на «гетеросексуальное». Хиршфельд перенимает эти идею и направляет некоторых своих пациентов на подобные операции, однако они не приводят к успеху, поэтому в 1922 году подобные операции прекращаются.
В 1919 году режиссёром Рихардом Освальдом в соавторстве с доктором Хиршфельдом был снят немой фильм «Не такой как все» с Конрадом Фейдтом в главной роли — мелодрама об однополой любви, шантаже и смерти. Целью фильма было просвещение населения по вопросам гомосексуальности. Показ фильма был отменён полицией в Вене, Мюнхене и Штутгарте. Создатели фильма обвинялись в гомосексуальной пропаганде. Прусский ландтаг отклонил предложение о запрете фильма на территории Пруссии по причине того, что запрет фильма противоречил бы свободе слова, гарантированной конституцией Веймарской республики. 25 апреля 1920 года немецкий парламент ввёл-таки цензуру в кино. О том, повлиял ли фильм «Не такой как все» на это решение, говорить трудно. Предпринятая в 1927 году попытка снять переработанную версию фильма не увенчалась успехом из-за принятого закона о цензуре.
С 1921 года Институт сексуальных наук проводил международные конгрессы по вопросам сексологии, гомосексуальности и сексуальным реформам. В конце 1920-х — начале 1930-х годов подобные конгрессы врачей-сексологов проходили в нескольких городах мира. Для координации международных конгрессов в 1928 году была создана Всемирная лига сексуальных реформ, президентами которой наряду с Магнусом Хиршфельдом были также назначены Огюст Форель (Швейцария) и Хэвлок Эллис (Англия). Практическими задачами Лиги было распространение сексологических знаний с целью легализации абортов, либерализации семейного права и отмены уголовного преследования гомосексуалов. Лига провела международные конгрессы в Копенгагене (1928), Лондоне (1929), Вене (1930) и Брно (1932).
В результате гиперинфляции в стране и появлении множества журналов и газет для гомосексуалов в 1923 году выпуск издаваемого Научно-гуманитарным комитетом «Ежегодника промежуточных половых ступений» был прекращён.
В 1929 году внутри Научно-гуманитарного комитета возникает очередной кризис, вызванный недовольством руководства, в результате чего Хиршфельд покидает пост председателя Комитета. Новым руководителем Комитета становится бывший заместитель Хиршфельда Отто Юлиусбургер (нем. Otto Juliusburger). После ухода Хиршфельда меняется курс Комитета, который вскоре отказывается от теории «промежуточных ступеней» и статвит под вопрос связь мужской гомосексуальности и фемининности.

### Развитие гомосексуальной субкультуры
В издательстве Фридриха Радсцувайта выходил целый спектр газет и журналов для гомосексуальных мужчин и женщин, тираж некоторых из которых доходил до 100 тысяч экземпляров в месяц. Один лишь журнал «Остров» (нем. Insel) к 1930 году достиг тиража в 150 тысяч экземпляров. Пресса для гомосексуалов была свободно доступна в газетных киосках крупных городов. Радсцувайт открывает в Берлине книжный магазин для гомосексуалов, в котором можно было приобрести не только художественную литературу, газеты и журналы, но и эротические фотографии. С 1924 года в издательстве Радсцувайта выходит лесбийский журнал «Подруга» (нем. Die Freundin), в котором размещается также небольшой блок для трансвеститов.
В 1925 году один из номеров журнала «Свой» выходит под другим названием «Тётка» (нем. Tante). Номер полностью посвящается критике Хиршфельдовской теории мужской гомосексуальности и позиции Научно-гуманитарного комитета, феминизирующих гомосексуальных мужчин.
В журналах для гомосексуалов в большом количестве публиковалась также и беллетристика, затрагивающая гомосексуальные темы. С увеличением числа каминг-аутов в обществе многие авторы, в том числе и известные, начинают обращаться к теме гомосексуальности в своих произведениях. Уже в 1913 году Томас Манн публикует свою новеллу «Смерть в Венеции», в которой он описывает собственные гомосексуальные переживания. В ряде произведений его сына Клауса Манна гомосексуальные переживания заняли центральное место — «Благочестивый танец» (1926), «Александр» (1929) и «Место встречи в бесконечности» (1932), вышедших в издательстве S. Fischer Verlag.
Большой успех имел вышедший в 1919 году роман русской эмигрантки Елены Нагродской «Бронзовая дверь» (нем. Die bronze Tür), рассказывающий о проблемах равноправия однополой любви. Роман выдержал пять переизданий и был экранизирован в 1928 году венским режиссёром Хансом Эффенбергером (нем. Hans Effenberger). Также и Стефан Цвейг также обращается теме гомосексуальности в своей новелле «Смятение чувств».
Практически в каждом крупном городе имелись бары и закусочные для гомосексуальной публики. По всей стране от Кёнигсберга до Кёльна, от Фленсбурга до Мюнхена проходили различные увесилительные мероприятия, пряздники и балы, организованные для гомосексуалов.

## Упадок гомосексуального движения в нацистский период
Сексуальные меньшинства не вписывались в нацистскую идеологию чистой «арийской расы», согласно которой любое проявление сексуальности, выходящей за пределы «арийского брака» считалось грязным и опасным. Ужесточение преследования гомосексуальных мужчин в нацистской Германии и последующие стремления к проведению кастрации над всеми осуждёнными связано с нацистской идеологией расовой гигиены и попытками защиты «арийской расы» от «заразного дегенерирующего влияния гомосексуализма».
С первых же месяцев после его прихода к власти нацистами издаются несколько указов о закрытии «безнравственных» (нем. unsittlich) заведений, служащих «местами встреч» людей, «предающихся противоестественному разврату» и проституции, которая была объявлена вне закона. Согласно этому закону, закрываются и большинство кафе и баров, известных как места встреч гомосексуалов.
Также закрывается большинство, по мнению нацистов, «грязных журналов» (нем. „Schmutzschriften“), в числе которых оказываются также различные информационные и художественные издания для гомосексуалов. Среди запрещённых изданий оказываются такие журналы, как Blätter für Menschenrecht, Die Insel, Der Kreis и другие. К марту 1933 года закрываются все оставшиеся ЛГБТ-журналы. Тем не менее издаваемый в нейтральной Швейцарии журнал Der Kreis до 1951 года оставался единственным немецкоязычным изданием, освещавшим жизнь гомосексуалов в Германии.
В январе 1933 года от воспаления лёгких умирает несменный секретарь Научно-гуманитарного комитета. Через некоторое время сам Комитет, с 1897 года борющийся за отмену параграфа 175, завершает свою работу и распускается. 6 мая 1933 года нацисты разрушают созданный Хиршфельдом Институт сексуальных наук в Берлине. В этом же году прекращают свою деятельность все организации гомосексуалов в стране. Сам Хиршфельд покидает страну и умирает в 1935 году в Ницце (Италия).
Указом от 26 июня 1935 года были приняты изменения и дополнения к закону «О предотвращении рождения потомства с наследственными заболеваниями», согласно которым разрешалась кастрация «по собственному желанию» для гомосексуальных мужчин, либо уже осуждённых по § 175, либо уже отсидевших, если в их отношении есть опасность рецидива.

### Ужесточение уголовного преследования гомосексуальных мужчин
1 сентября 1935 года вступил в силу более жёсткий, исправленный вариант § 175. Теперь кроме «противоестественного прелюбодеяния между лицами мужского пола или человека с животным» он охватывал широкий спектр «непристойных домогательств» и «непристойное» поведении мужчин. По новому немецкому закону тюремным заключением стали наказуемы не только взаимный онанизм, но даже и попытки заигрывания — прикосновения или взгляды.
Между 1933 и 1944 годами по § 175 в нацистской Германии было осуждено от 50 до 100 тысяч мужчин, из них около четырёх тысяч подростков.
Для систематического учёта и контроля гомосексуальных мужчин 10 октября 1936 года секретным указом Гиммлера было основано Центральное имперское бюро по борьбе с гомосексуализмом и абортами под управлением Гестапо. Объединение двух данных «преступлений» также свидетельствует о постановке человеческой сексуальности на государственный контроль.
В 1937 году последовало очередное ужесточение закона «Об опасных рецидивистах». Теперь любой отсидевший срок при совершении им малейшего проступка или в случае наличия «преступной склонности» и вероятности «повторного совершения им преступления» мог в любой момент с целью «исправления» и «выздоровления» быть направлен в концентрационный лагерь на неопределённый срок. Таким образом, любой однажды уличённый и отсидевший срок гомосексуальный мужчина, мог в любой момент быть депортирован в концлагерь.

## Первые послевоенные годы в оккупированной союзными войсками Германии
В мае 1945 года с окончанием войны большинство заключённых тюрем и все заключённые концлагерей были освобождены войсками союзников. Уже в 1945 году на развалинах Берлина были вновь открыты первые гей-бары, несмотря на продолжающееся официальное действие § 175 в его ужесточённой нацистской редакции.
В 1946 году Контрольный совет оккупированной Германии предложил отменить неправовое нацистское законодательство и привести уголовный кодекс к довоенному кайзеровскому времени или к варианту Веймарской республики. При этом решение о том, являются ли параграфы 175 и 175а нацистски идеологически окрашенными, было полностью передано правительствам федеральных земель.
В советской зоне оккупации Германии ещё до образования ГДР суды уже задавались вопросом о правомерности дальнейшего использования параграфов 175 и 175a в нацистской редакции. Уже в 1945 году правительства Тюрингии и Саксонии-Анхальт отказались от § 175 в редакции 1935 года.
Дрезденский психиатр Рудольф Климмер (нем. Rudolf Klimmer) в 1947 в своих работах открыто высказывался за отмену § 175 и смягчение § 175a. Его предложения были отклонены правительством, которое посчитало, что перед государством стоят куда более важные проблемы, чем решение такого мелкого вопроса. В 1948 году член саксонского Ландтага Курт Грёбель (нем. Curt Gröbel) отправил резолюцию всем ландтагам страны, всем партиям и муниципальным правительствам с призывом выступить за отмену § 175.
В советской зоне оккупации в 1948 году бывшие гомосексуальные узники безуспешно пытались добиться официального признания в качестве жертв нацизма. Более того, бывшим заключённым с «розовым треугольником» отказывают в членстве в «Союзе преследуемых жертв нацизма» (нем. Vereinigung der Verfolgten des Naziregimes).

## Развитие в Западной Германии

### Возрождение гомосексуального движения в первое послевоенное десятилетие в ФРГ
Последствия национал-социалистической идеологии давали о себе знать на протяжении ещё длительного времени после окончания войны. Унаследованный от нацистской Германии параграф 175 продолжал действовать в ФРГ в его нацистской редакции до 1969 года без изменений. Все попытки обжалования закона в судебном порядке во всевозможных инстанциях отклонялись, и суды не находили признаков национал-социалистической идеологии и идеологии «расовой гигиены» в нацистской редакции § 175.
Положение гомосексуалов в Западной Германии оставалось непонятным. С одной стороны, новая Конституция гарантировала им свободу собраний, объединений, прессы и слова, с другой стороны, воспользоваться этими правами часто было опасно. Холодная война также нанесла свой отпечаток на отношение к гомосексуальности в ФРГ. Гомосексуалов нередко называли «агентами Москвы», а Восточную Германию обвиняли в терпимости к гомосексуальным отношениям. Подобный политический климат не способствовал возрождению немецкого движения за права сексуальных меньшинств. Несмотря на это в 1950-е годы в Бремене, Ганновере, Франкфурте-на-Майне и Западном Берлине возникают первые послевоенные гомосексуальные организации. Первой такой организацией стала учреждённая в августе 1949 года во Франкфурте «Ассоцияция за гуманное отношение к жизни» (нем. Verein für humanitäre Lebenshaltung), осуществляющая социальную, политическую и юридическую поддержку гомосексуалов. Вместе с бременской «Международной дружеской ложей» (нем. Internationale Freundschaftsloge), созданной в сентябре 1951 года, эти две организации в 1950-е годы становятся наиболее политически активными гомосексуальными организациями Западной Германии.
Уже в 1949 году также была предпринята попытка возрождения Научно-гуманитарного комитета, однако в регистрации Комитета было отказано, так как главной его целью была борьба за отмену § 175. Первая возможность в послевоенное время говорить о гомосексуальности на научном уровне появилась с созданием 12 апреля 1950 года Немецкого сексологического общества. В 1953 году ФРГ присоединяется к Европейской конвенции по правам человека, однако в 1956 году объявляется, что уголовное преследование гомосексуалов не противоречит Конвенции, так как служит защите здоровья и морали.
В 1950-х годах в ФРГ было вновь организовано около 25 гомосексуальных журналов, хотя многие из них выходили лишь непродолжительное время; некоторые журналы переняли названия довоенных лет — Die Insel, Die Freundschaft и другие. В то же время многие публикации подвергались цензуре или запрещались к распространению. Например, в 1950-х годах издатель гей-журнала Freond был осуждён за «распространение развратных материалов» на одну тысячу марок или два месяца тюремного заключения из-за опубликования в одном номере журнала фотографий мужчин в купальных плавках. В то же время подобные фотографии в те годы свободно размещались в журнале для бодибилдеров. В 1955 году был принят закон о защите детей и молодёжи, запрещающий общественную продажу гомосексуальных журналов.
В 1957 году режиссёр Файт Харлан снимает первый послевоенный фильм о гомосексуальности. Однако его лента «Не такой как ты и я», созданная при содействии сексолога Ханса Гизе, терпит большую неудачу и бойкотируется в том числе и самими гомосексуалами. В 1958 году Рудольф Климмер (нем. Rudolf Klimmer) в Гамбурге выпускает книгу «Гомосексуальность» (нем. Die Homosexualität), получившую положительные отзывы в гомосексуальном движении. В 1959 году Ханс Гизе сам издаёт книгу «Гомосексуальный мужчина в мире» (нем. Der homosexuelle Mann in der Welt), в которой он разделяет гомосексуальных мужчин на «способных к созданию союза» (нем. bindungsfähig) и неспособных к нему. Вокруг этой книги возникают острые дискуссии внутри гомосексуального движения.

### Период застоя на рубеже 1950/60-х годов
Конституционный суд ФРГ в своём решении от 10 мая 1957 года не нашёл признаков национал-социалистической идеологии в нацистской версии § 175 и подтвердил, что этот параграф «не противоречит идеям свободного демократического государства». Также суд указал, что применение абз. 2 статьи 3 Конституции ФРГ (о равноправии мужчины и женщины) неприменимо по отношению к гомосексуальности.
В этом же 1957 году в стране происходит череда судебных процессов по антигомосексуальным параграфам, начатая с громкого процесса во Франкфурте-на-Майне. В результате этого становится рискованным быть замеченным в гомосексуальном движении и заметно падает активность гомосексуальных организаций.
1960-е годы в ФРГ ознаменовались резким падением активности гомосексуального движения на фоне усилившегося судебного преследования мужчин за гомосексуальные контакты. В эти годы прекращают выходить практически все гомосексуальные журналы. К 1968 году в стране не остаётся ни одной межрегиональной гомосексуальной организации и выходит лишь два журнала для гомосексуалов — Der Weg и Amigo. В то же время тема гомосексуальности постепенно выносится в общественность. Статьи о гомосексуальности появляются в прессе, в том числе в таких крупных журналах как Der Spiegel и Quick, на телевидении и радио появляются передачи и дискуссии, затрагивающие темы гомосексуальности. В 1962 году Курт Хиллер предпринимает очередную попытку воссоздания Научно-гуманитарного комитета в Гамбурге.
В 1963 году разворачивается острая общественная дискуссия после того, как в Гамбурге мужчине, осуждённому за «тяжёлый блуд между мужчинами» проводится добровольная кастрация для «освобождения от противоестественной половой тяги» на основе принятого в 1935 году нацистами и продолжающего действовать закона «О предупреждении генетических болезней».

### Либерализация законодательства и гомофильное движение второй половины 1960-х
Ещё в 1966 году СвДПГ выступила за полную отмену § 175, а в 1967 году декриминализацию гомосексуальных контактов открыто поддержал министр юстиции Густав Хайнеман (СДПГ). Соответствующие изменения к уголовному законодательству ФРГ были приняты в июне 1969 года под правлением коалиции христианских демократов и социал-демократов. При этом добровольные сексуальные контакты между мужчинами, достигшими 21-летнего возраста, более не криминализировались. Таким образом, возраст сексуального согласия для гомосексуальных контактов между мужчинами был установлен на отметке в 21 год, при этом возраст согласия для разнополых сексуальных контактов составлял 18 лет.
Добровольные гомосексуальные контакты мужчин с лицами, не достигшими 21 года, принуждение к однополому контакту с использованием зависимого положения и мужская гомосексуальная проституция, согласно новой редакции Уголовного кодекса, наказывались, по-прежнему, тюремным сроком до 5 лет.
Уже в июне 1973 года правительство ФРГ приняло новую редакцию § 175, в которой возраст сексуального согласия для сексуальных контактов между мужчинами был снижен с 21 года до 18 лет. Закон вступил в силу в ноябре. Между тем возраст согласия для гетеросексуальных контактов составил 16 лет. Конституционный суд ФРГ в том же году подтвердил конституционность разных возрастных планок для гомосексуальных и для гетеросексуальных контактов.
Отмена уголовной ответственности за добровольные сексуальные контакты между взрослыми мужчинами в сентябре 1969 фактически сделало возможным официальную ЛГБТ-деятельность. В результате во многих городах стали возникать новые «гомофильные» организации, ориентирующиеся в своей деятельности на организации 1950-х годов. Среди вновь возникших организаций можно выделить «Международную гомофильную организацию» (нем. Internationale Homophile Weltorganisation) и «Союз по интересам гомофилов Германии» (нем. Interessengemeinschaft Homophiler Deutschlands).
Итогом декриминализации однополых отношений стал и резкий рост гомосексуальной субкультуры, проявившийся в возникновении огромного числа баров, кафе, дискотек, клубов и саун для гомосексуалов.

### Смена поколений и новый этап открытой борьбы в 1970-х
Начало 1970-х годов ознаменовалось сменой поколений и изменением парадигмы в гомосексуальном движении Западной Германии. Закрытые тайные общества консервативного или либерального толка постепенно уступили место молодёжным и студенческим левоориентированным организациям. Если целью ранних гомосексуальных организаций было прекращение дискриминации гомосексуалов, то целью нового молодёжного движения стали социальные изменения в обществе и ликвидация полоролевой фиксации. Формирование нового молодёжного движения сопровождалось формированием новой идентичности — новые группы отказывались от использования слов «гомофил» и стали активно использовать бывшее в то время бранным слово schwul для самообозначения.
Идеи гей-эмансипации получают развитие в начале 1970-х годов среди молодёжи крупных городов, в первую очередь среди студентов и молодых специалистов с высшим образованием. В это время возникают много организаций гомосексуалов (например, организация Homosexuelle Aktion Westberlin), которые пытаются описать теоретические концепции эмансипации гомосексуалов. Большинство этих организаций тяготели к левым движениям в своих политических взглядах.
Первоначально новые гомосексуальные группы объединяли в себя как геев, так и лесбиянок, однако очень скоро, особенно с оформлением западногерманского феминистического движения, произошло расщепление гомосексуального движения по половому признаку и зарождение лесбийского движения, близкого по духу идеям феминизма. Такое расщепление просуществовало вплоть до 1990-х годов.
В июне 1971 года в Западной Германии благодаря широкому освещению в гомосексуальной прессе стало известно о произошедших в 1969 году в США Стоунволлских бунтах. В 1973 году в ФРГ произошла либерализация законодательства о порнографии, результатом чего стало появление эротических и порнографических гомосексуальных журналов.

#### «Не гомосексуал извращён, а ситуация, в которой он живёт»
4 июля 1971 года на XXI Берлинском кинофестивале в рамках форума молодых режиссёров состоялась премьера фильма Розы фон Праунхайма «Не гомосексуал извращён, а ситуация, в которой он живёт». Показ фильма в кинотеатрах вызывал горячие дискуссии, в которых часто принимали участие и сами авторы фильма. В результате таких дискуссий было образовано несколько инициативных групп в различных городах страны. Среди них — организации Homosexuelle Aktion Westberlin (HAW) в Берлине, Rote Zelle Schwul во Франкфурте, Homosexuelle Aktionsgruppe Saarbrücken в Сааре, «Фронт освобождения геев» в Кёльне, Homosexuelle Aktionsgruppe в Мюнхене.
Показ фильма по западногерманскому телевидению 31 января 1972 года на региональном канале WDR в Кёльне вызвал настолько большой скандал и резонанс в немецком обществе, что запланированная общенемецкая трансляция на Первом центральном канале ARD была отменена с целью защиты самих гомосексуалов. После показа фильма по телевидению телефоны телекомпании были оборваны сотнями звонков, более 95 % из которых были негативными.
И всё же позже через год 15 января 1973 года фильм был показан на Первом центральном канале в позднем вечернем эфире в 22:45 часов. При этом Бавария перекрыла показ этого фильма на своей территории.
Толчок, который сделал фильм, уже не возможно было остановить. Немецкий кинокритик Дитрих Кульбродт (нем. Dietrich Kuhlbrodt) сравнивает значение показа этого фильма по немецкому телевидению со Стоунволлскими бунтами в США.

#### Первые демонстрации и митинги гомосексуалов
В мае 1972 года в Мюнстере состоялась первая общегерманская демонстрация гомосексуалов, на которую съехались представители всех гомосексуальных организаций страны. В этом же году в Западном Берлине во время первомайского марша около двухсот открытых гомосексуалов организовали собственную колонну, призывая других гомосексуалов Западной Германии заявить о себе.
В мае 1972 года члены HAW организуют первые «Встречи на Троицу», ставший впоследствии ежегодным. На этих встречах обсуждалась дальнейшая стратегия развития гомосексуального движения в ФРГ. В рамках встреч делегация из Западного Берлина посетила также и Восточный Берлин, где встретилась с восточногерманскими гомосексуалами для обмена опытом.

#### Тунтенштрайт
В 1973 году во время очередных «Встреч на Троицу» в Западном Берлине, ежегодно организуемых HAW, была проведена демонстрация, в которой приняли участия мужчины, переодетые в женские платья. Подобное шоу было негативно воспринято многими группами гомосексуалов, что привело к серьёзным конфликтам внутри ЛГБТ-движения. Данный кризис среди историков получил название «Тунтенштрайт» (нем. Tuntenstreit, от нем. Tunte — «женственный, манерный гомосексуал с вызывающим поведением» и нем. Streit — «спор»). Итогом конфликта стал раскол HAW на два крыла: инклюзионистов (выступавших за изменение общества путём интеграции) и радикалов (выступавших за изменение общества путём преодоления патриархата).

#### Рост числа ЛГБТ-организаций
В 1974 году в Западном Берлине возникает организация AHA-Berlin. Всего к 1974 году в ФРГ насчитывается около 45 гомосексуальных организаций. К маю 1975 года выходит около 35 локальных и надрегиональных изданий для гомосексуалов. В 1975 году организация AHA-Berlin проводит первую акцию «Розовый треугольник», напоминая о преследовании гомосексуалов нацистским режимом.
В 1974 году сексологи Мартин Даннекер и Раймут Райхе издают результаты своих эмпирических исследований — труд «Гомосексуал обыкновенный» (нем. Der gewöhnliche Homosexuelle), в котором пытаются описать социально-психологическую ситуацию гомосексуалов.
В 1975 году в Западном Берлине основывается издательство Verlag rosa Winkel, ориентированное на издание публицистики и беллетристики на гомосексуальную тематику. Позднее возникают и другие подобные издательства — Albino, Bruno Gmünder, Förster, MännerschwarmScript и другие. Мюнхенский «Союз за сексуальное равноправие» (нем. Verein für sexuelle Gleichberechtigung) в 1975 году добивается возложения памятных венков гомосексуальным жертвам нацизма в концентрационном лагере Дахау.
С 1976 года в стране повсеместно начинают появляться всевозможные гей-проекты, гей-центры и гей-кафе. Всего к этому времени насчитывается около 60 различных групп. В 1976 году в Дюссельдорфе впервые в ФРГ в одной из вечерних школ проводятся курсы, затрагивающие вопросы гомосексуальности. В июне 1977 года создаётся экуменистическая группа «Гомосексуалы и церковь» (нем. Homosexuelle und Kirche, HuK). По причине политических противоречий в 1977 году HAW прекращает активную политическую деятельность и сосредотачивает свою работу лишь на управлении гей-центром SchwuZ в Западном Берлине. В апреле 1978 года в Гамбурге возникает консультационный центр для гомосексуалов Rosa Hilfe, позднее подобные центры возникают и в других городах.
В июне 1979 года в Бремене, Западном Берлине и Штутгарте состоялись первые в истории Германии прайд-парады. Мероприятия получили название Christopher Street Day (CSD) в честь Стоунволлских восстаний на Кристофер-стрит в США. В этом же году во Франкфурте-на-Майне прошли первые ЛГБТ-встречи Homolulu, представляющие собой смесь политики и развлекательного мероприятия.
В 1981 году психолог из Гамбурга Томас Гроссман (нем. Thomas Grossmann) опубликовал свою книгу «Гей — и что?» (нем. Schwul — na und?) — первый сборник советов по каминг-ауту для геев. В этом же году вышел и подобный сборник для лесбиянок — «Книга лесбийской сексуальности» (нем. Sapphistrie: Das Buch der lesbischen Sexualität) — перевод американского автора Патрика Калифиа (англ. Patrick Califia). В 1989 году внимание общественности привлекла книга Беа Трампенау (нем. Bea Trampenau) «Нет места для девочки-лесбиянки».
До начала 1980-х годов в нескольких городах (в частности, в Ингольштадте, Ульме и Ахене) городскими властями было отказано ЛГБТ-организациям в размещении инфо-стендов по причине их «угрозы» для населения. В 1975 году Высший административный суд в Мюнстере постановил, что статья 5 Конституции ФРГ не распространяется на ЛГБТ-организации и оставил в силе запрет Ахенской городской администрации.

### Деполитизация ЛГБТ-движения и борьба со СПИДом в 1980-х
К началу 1980-х годов в ФРГ произошла очередная смена поколений ЛГБТ-активистов. Идеология нового поколения отошла от политизации, свойственной движению 1970-х годов. В 1980-е годы получила развитие наметившаяся ещё с 1978 года тенденция к созданию профессиональных ЛГБТ-групп внутри крупных организаций. Так, отдельные ЛГБТ-группы возникли в среде медиков, юристов и учителей, в профсоюзах работников транспорта, воспитателей, государственных служащих. ЛГБТ-группы появились и внутри политических партий. Так, возникли группа «Геи и лесбиянки в Социал-демократической партии Германии» (официально признана лишь в 1983 году); рабочая группа «Гомосексуальность» в Свободной демократической партии (основана в 1978 году, официально признана в 1981 году); рабочая ЛГБТ-группа внутри Партии зелёных. К декабрю 1980 года в ФРГ насчитывалось 148 ЛГБТ-групп, из них 18 — в Западном Берлине. К 1981 году в стране выходило 38 газет и журналов на ЛГБТ-тематику.
На развитие западногерманского ЛГБТ-движения в 1980-е годы большое значение оказала потрясшая весь мир эпидемия СПИДа. Проблема ВИЧ/СПИДа стала центральной темой всего ЛГБТ-движения в эти годы, сдвинув все остальные задачи на задний план. Кроме того, в первые годы от болезни, о которой тогда почти ничего не было известно, умерло большое число ЛГБТ-активистов. В 1983—1985 годы проблема СПИДа всё чаще затрагивалась в общественных дискуссиях, усиливая предрассудки по отношению к гомосексуалам. Открытое обсуждение СПИДа и его профилактики вызвало небывалое прежде широкое обсуждение гомосексуального поведения. Возникающее с 1984 года частное телевидение активно спекулировалo на скандальных темах. На фоне повышенного общественного интереса к гомосексуальности снова поднялся вопрос о дискриминации гомосексуалов и насилии против них. По всей стране стали создаваться «горячие линии» для гомосексуалов.
Среди политиков появились две точки зрения по проблеме ВИЧ/СПИДа. С одной стороны, баварский министр внутренних дел Петер Гаувайлер предлагал бороться с «гомосексуальной субкультурой» и изолировать больных СПИДом в специальных лагерях. С другой, министр здравоохранения Рита Зюсмут настаивала на улучшении образовательных проектов и профилактике. Впоследствии вторая точка зрения получила государственную поддержку и финансирование. В стране стали возникать консультационные центры по проблемам ВИЧ/СПИДа, которые были организованы, прежде всего, гомосексуальными мужчинами. С 1986 года локальные центры объединяются под крышей федеральной организации Deutsche AIDS-Hilfe. В результате успешной государственной политики уже к концу 1980-х годов тема ВИЧ/СПИДа перестаёт обсуждаться в широкой общественности и уходит с повестки дня ЛГБТ-организаций.
Правящая партия СвДПГ при поддержке СДПГ в 1982 году снова подняла вопрос о полной отмене § 175, однако после того как социал-демократы были вытеснены из коалиции партией ХДС, этот вопрос снова исчез с повестки дня. В 1983 году разгорелся скандал, связанный с увольнением министром обороны Вёрнером (нем. Wörner) генерала Кисслинга (нем. Kießling) в связи с обнародованием его гомосексуальности.
С 1984 года западногерманское ЛГБТ-движение во многом ориентируется на США и Нидерланды, по примеру которых в стране возникли многочисленные досуговые ЛГБТ-группы, например, спортивные клубы, гей-хоры, туристические группы. В 1984 году в Западном Берлине группой геев и лесбиянок была организована выставка о жизни немецких гомосексуалов, переросшая впоследствии в Берлинский Музей гомосексуальности. В 1986 году в качестве материнской организации для локальных ЛГБТ-групп создаётся «Федеральный гомосексуальный союз» (нем. Bundesverband Homosexualität, BVH). В стране продолжают развиваться локальные ЛГБТ-проекты, число которых к 1986 году увеличивается уже до 416.
Несмотря на многие успехи, которых добились ЛГБТ-активисты в эти годы, особенно в области профилактики ВИЧ, немецкое ЛГБТ-движение впало в конце 1980-х годов в состояние застоя, которое в эти годы испытывали большинство социальных движений страны. Многие ЛГБТ-активисты отошли от активной деятельности, разочаровавшись в ней. Причин для этого может быть несколько:
- Политическая активность среди геев постепенно стала считаться «несексуальной», в гей-сленге того времени даже появился оскорбительный термин «политсестра» (нем. Politschwester) для обозначения геев-активистов.
- По причине постепенно растущего признания гомосексуальности обществом многие ЛГБТ-активисты видели задачу ЛГБТ-движения законченной.
- Многие бывшие идейные журналы ЛГБТ-движения постепенно коммерцизировались и превращались в глянцевые журналы, отмежёвываясь от ЛГБТ-движения.
- ЛГБТ-движение стало более «профессиональным» и через многоуровневую систему ЛГБТ-организаций практически исключило возможность участия рядовых людей.

### Вопрос о реабилитации гомосексуальных жертв нацизма
Правительство ФРГ долгое время не признавало гомосексуальных мужчин жертвами репрессий Третьего рейха. Так, изданный в октябре 1957 года и вступивший в январе 1958 года закон о возмещении ущерба лицам, осуждённым во времена национал-социализма (нем. Bundesentschädigungsgesetz), не рассматривал осуждённых по § 175 и § 175a в качестве жертв нацизма. Первое официальное признание правительством ФРГ гомосексуалов жертвами репрессий произошло в мае 1985 года, когда на территории бывшего концентрационного лагеря Нойенгамме был открыт мемориал гомосексуальным заключённым лагеря. Тогда президент ФРГ Рихард фон Вайцзеккер стал первым в истории страны официальным правительственным лицом, признавшим гомосексуалов жертвами нацизма в своём открытом обращении.

## Развитие в Восточной Германии

### Невидимое существование несмотря на либерализацию законодательства
Гомосексуальность в социалистической ГДР считалась «пережитком капитализма». С целью борьбы с «популяризацией гомосексуализма» правительство пыталось не допускать существования клубов, баров, журналов и газет для гомосексуалов. Таким образом, гомосексуальное движение в ГДР долгое время оставалось невидимым. Существующие в таких крупных городах как Восточный Берлин, Дрезден, Лейпциг и Магдебург гей-бары постоянно находились под угрозой закрытия, выпуск и продажа гомосексуальных журналов были запрещены, а в создании гомосексуальных организаций отказывалось.
В марте 1950 года Верховный суд ГДР принял решение, согласно которому по параграфу 175 преследовались лишь гомосексуальные контакты с проникновением. Фактически это означало возврат к практике, имевшей место в Веймарской республике. При этом § 175a (совращение с использованием угроз или зависимого положения, совращение лиц младше 21 года и проституция) остались без изменения в нацистской версии. Следствием такой политики стало то, что с момента образования ГДР значительно сократилось число мужчин, осуждённых по «гомосексуальным параграфам».
С возведением Берлинской стены (1961) и закрытием границ усиливается изоляция восточногерманских гомосексуалов — они теряют доступ к западногерманским барам и клубам, журналам и газетам для гомосексуалов. За неимением своих разрешённых организаций, баров и клубов восточногерманские гомосексуалы вынуждены собираться на квартирах и в общественных местах. В крупных городах всё же нелегально возникают кафе и бары для гомосексуалов, которые закрываются правительством, а затем возникают в другом месте и существуют до следующего обнаружения и закрытия.
В 1963 году в ГДР издаётся первая научная монография, посвящённая гомосексуальности — «Гомосексуальность у мужчины» (нем. Die Homosexualität beim Mann) чешского сексолога Курта Фройнда. В своей монографии Фройнд пытается опровергнуть идеи Магнуса Хиршфельда о врождённости гомосексуальности, предлагает лечить гомосексуальность у мужчин психотерапевтическими методами и выступает против криминализации гомосексуальных контактов. Книга получает положительные отзывы восточногерманского научного сообщества.
Предложенный в 1968 году министром юстиции ГДР Хильдой Беньямин проект нового Уголовного кодекса ГДР вызвал обширные дискуссии в правительстве. Среди прочего проект предусматривал безоговорочную отмену наказания за добровольные гомосексуальные контакты. При всём этом правительственные дискуссии относительно антигомосексуального законодательства не попадают в прессу. Утверждённый Народной палатой новый уголовный кодекс ГДР, в котором однополые сексуальные контакты между мужчинами старше 18 лет более не криминализируются, вступает в действие 1 июля 1968 года. Таким образом, § 151 нового Уголовного кодекса ГДР устанавливал возраст сексуального согласия для однополых контактов (причём как между двумя мужчинами, так и между двумя женщинами) на отметке в 18 лет, в то время как возраст согласия для разнополых контактов составлял 16 лет.
Однако несмотря на декриминализацию гомосексуальных отношений между взрослыми правительство продолжает осуществлять полный запрет на создание и деятельность гомосексуальных организаций, газет и журналов. Несмотря на отмену антигомосексуального законодательства в ГДР вплоть до 1970-х годов гомосексуалы страны не выходили на политическую арену, а гомосексуальность оставалась табуизированной в обществе.
В научных кругах в ГДР также продолжал господствовать патологизирующий взгляд на гомосексуальность. Восточноберлинский эндокринолог Гюнтер Дёрнер в 1969 году выдвинул гипотезу о гормональных причинах развития гомосексуальности у плода во время беременности.

### Развитие субкультуры и ЛГБТ-движения

#### Оживление под влиянием западногерманских активистов
В мае 1972 года члены западноберлинской организации Homosexuelle Aktion Westberlin в рамках проводимых ими ежегодных «Встреч на Троицу» посетили Восточный Берлин, где встретились с восточногерманскими гомосексуалами для обмена опытом. В январе 1973 года под влиянием фильма Розы фон Праунхайма «Не гомосексуал извращён, а ситуация, в которой он живёт» (ФРГ, 1971) в Восточном Берлине создается группа «Берлинское гомосексуальное общество по интересам» (нем. Homosexuelle Interessengemeinschaft Berlin), которое являлось единственной гомосексуальной группой в ГДР в 1970-х годах.
В 1973 году в Берлине состоялся Всемирный фестиваль молодёжи и студентов. В это время члены «Берлинского гомосексуального общества по интересам» провели свою первую публичную акцию, во время которой они раздавали листовки. Также восточногерманские активисты попытались организовать дискуссии с британскими гостями, однако Министерство государственной безопасности ГДР и организаторы фестиваля сорвали назначенные мероприятия.
В мае 1975 года «Берлинское гомосексуальное общество по интересам» по примеру коллег из ФРГ организовало свои «Встречи на Троицу», на которые были приглашены гей-активисты из других городов ГДР с целью создания гомосексуальных групп в регионах. В 1976 году общество неоднократно предпринимало попытки государственной регистрации контактного центра для гомосексуалов, однако все заявления отклонялись правительством по различным причинам. В сентябре 1979 года общество прекращает свою деятельность по причине многочисленных неудач.

#### Возникновение гомосексуальных групп под крышей церкви
С конца 1970-х годов под крышей Евангелической церкви в различных местах возникают гражданские группы, проявляющие оппозиционные настроения по отношению к государственной политике. В 1981 году Евангельская академия провела общественный форум по теме гомосексуальности, в котором принимают участие деятели церкви, учёные и гомосексуалы. Форум стал первым общественным мероприятием в ГДР по данной теме. В 1982 году также под крышей евангелической студенческой группы в Лейпциге создаётся группа «Рабочий круг по гомосексуальности» (нем. Arbeitskreis Homosexualität), которая становится примером для других ЛГБТ-групп, созданных под крышей Евангелической церкви. С 1983 года лейпцигская группа презентирует себя на ежегодных «Днях церкви». Однако, не все земельные церкви поддерживают подобные инициативы; например, Евангелическая Церковь Тюрингии занимает непоколебимую противодействующую позицию. Кроме того, ЛГБТ-группы подвергаются постоянному контролю со стороны министерства госбезопасности. С 1983 года члены созданных ЛГБТ-групп стали возлагать у стен Бухенвальда венки в память о гомосексуальных жертвах нацизма, что вызывало протесты со стороны правительства. В 1984—1989 годы подобные ЛГБТ-группы под крышей церкви стали возникать в Халле, Магдебурге, Карл-Маркс-Штадте, Ростоке, Веймаре, Эрфурте, Восточном Берлине, Ашерслебенe, Хальберштадтe и других городах ГДР. К 1989 году насчитывалось 17 подобных групп. В отличие от западногерманского ЛГБТ-движения восточногерманские геи и лесбиянки работали сообща, лишь восточноберлинские феминистки-лесбиянки создали свою отдельную группу. С 1984 года «церковные» ЛГБТ-группы проводят координационные встречи.
«Берлинское гомосексуальное общество по интерессам» отгородилось от «церковных геев». В Дрездене, Веймаре, Магдебурге и Лейпциге были также организованы ЛГБТ-группы, не имеющие отношения к церкви. Во второй половине 1980-х годов между двумя лагерями («церковными геями» и «партийными геями») возникает напряжение, связанное в различии целей и стратегий.

#### Полная отмена «гомосексуального параграфа»
В декабре 1988 года § 151 УК ГДР был полностью отменён, и было предписано в отношении гомосексуальных контактов использовать те же правовые нормы, что и для гетеросексуальных. Возраст сексуального согласия для гомосексуальных и для гетеросексуальных контактов был уравнен и составил 14 лет. Сексуальные контакты с подростками 14-16 лет (одно- и разнополые) оставались преступными лишь в случаях использования отсутствия «половой зрелости» подростка, в соответствии с § 149 УК ГДР. Таким образом, однополые контакты более не упоминались в Уголовном кодексе страны.
Несмотря на либерализацию законодательства, государство, как и в соседней ФРГ, так и не признавало осуждённых в Третьем рейхе по § 175 жертвами репрессий. Кроме того, гомосексуальное сообщество, по-прежнему, ограничивалось в свободе собраний и свободе выражения мнения. В связи с этим вплоть до начала 1990-х годов в ГДР практически не существовало ЛГБТ-организаций или профильных печатных изданий.

#### Общественные дискуссии о гомосексуальности
В 1985 году восточногерманскими сексологами была организована конференция «Психосоциальные аспекты гомосексуальности», проходящая в Лейпциге. Последующие конференции проводились также и в 1988 и 1990 годы. С 1985 года о гомосексуальности начинает открыто говорить печатная пресса, радио и телевидение. В этом же 1985 году учёными из восточноберлинского Университета имени Гумбольдта была создана рабочая группа, призванная разработать рекомендации по общению с гомосексуалами. В отличае от ФРГ в ГДР проблема СПИДа замалчивается, впервые тема поднимается в 1987 году на координационной встрече «церковных» ЛГБТ-групп.
В июле 1987 года в издательстве «Народ и здравоохранение» (нем. Verlag Volk und Gesundheit) выходит книга восточноберлинского психолога Райнера Вернера (нем. Rainer Werner) «Гомосексуальность — вызов науке и толерантности» (нем. Homosexualität — Herausforderung an Wissen und Toleranz), первое издание которой составило 50 тысяч экземпляров и было распродано за три недели. В своём интервью цюрихской газете Tages-Anzeiger Вернер отметил, что промискуитет среди гомосексуалов является «следствием более чем тысячелетней игры в прятки» и требовал равных прав гомосексуальных и гетеросексуальных пар при сдаче им в наём жилья. Вернер призывал отказаться от западного пути геттоизации гомосексуалов и пойти по пути интеграции гомосексуалов в общество.
Впервые в истории восточногерманского телевидения тема гомосексуальности была затронута осенью 1987 года в тележурнале о здоровье Visite. Основной идеей программы было высказывание о том, что гомосексуальные мужчины и женщины ничем не отличаются от гетеросексуальных кроме их влечением к своему полу. Телепередача также задавалась вопросом о развитии гомосексуальности и призывала родителей поддержать своего сына-гея или дочь-лесбиянку в случае их каминг-аута. В день падения Берлинской стены 9 ноября 1989 года состоялась премьера первого восточногерманского фильма на гомосексуальную тематику «Каминг-аут».
В последний год существования ГДР в феврале 1990 года в стране был создан «Союз геев ГДР» (нем. Schwulenverband in der DDR), который позднее после объединения Германии будет переименован в «Союз геев Германии» (нем. Schwulenverband in Deutschland). В этом же году организовывается группа Aids-Hilfe DDR, занимающаяся вопросами профилактики ВИЧ/СПИДа, а также начинает выходить первый легальный журнал для ЛГБТ — Courage, который позднее получает новое название «Другой мир» (нем. Die andere Welt). В результате вхождения ГДР в состав ФРГ повышается общая политическая активность населения, в результате чего на территории Восточной Германии в 1990 году возникает более 40 различных ЛГБТ-организаций, в том числе и за пределами больших городов.

## Современный этап ЛГБТ-активизма в объединённой Германии

### Окончательная отмена § 175
С вступлением ГДР в состав ФРГ в ноябре 1990 года на территории «новых земель» вступает в силу Уголовный кодекс ФРГ, а вместе с ним и § 175.
С 1991 года новые земли стали разрабатывать свои земельные конституции. Некоторые из них, например, Берлин (статья 10), Бранденбург (статья 12), Тюрингия (статья 2) включили понятие «сексуальная идентичность» в число характеристик личности, не допускающих дискриминации.
Ещё в 1980 году Свободная демократическая партия предлагала полную отмену § 175, встретив отпор со стороны блока христианских демократов. Полную отмену закона поддерживали также Партия зелёных и Германская коммунистическая партия. К тому времени § 175 предусматривал лишь наказание за однополые сексуальные контакты с лицами, не достигшими 18 лет.
В мае 1994 года Бундестаг под правлением коалиции христианских и свободных демократов при поддержке Социал-демократической партии, Партии демократического социализма и Партии зелёных окончательно отменяет § 175 на территории объединённой Германии. Соответствующий закон вступил в силу 11 июня 1994 года. 

### Объединение восточного и западного ЛГБТ-движений
После объединения ГДР и ФРГ происходит постепенное слияние двух независимых ЛГБТ-движений — восточного и западного. Практически только что созданный «Союз геев ГДР» переименовывается в «Союз геев Германии» (SVD) и набирает силу, переманивая множество членов западногерманского «Федерального гомосексуального союза» (BVH). 
С конца 1980-х годов среди ЛГБТ-активистив поднимается вопрос о дискриминации гомосексуалов в связи с недоступностью для них института брака. Стоит отменить, что в 1970—1980-е годы в ЛГБТ-сообществе были и противоположные настроения, называющие брак «патриархальным инструментом власти». В 1992 году гей-активисты из «Союза геев Германии» впервые заговорили о возможности «гей-браков» по датскому аналогу. В августе 1992 года активисты «Союза геев Германии» провели акцию Aktion Standesamt, во время которой более 250 однополых пар направились в ЗАГСы для подачи заявления на заключение брака.
Позиция по вопросу однополых союзов во многом объясняло существование двух крупных ЛГБТ-организаций. В течение 1990-х годов позиция BVH постепенно теряет популярность. Вследствие этого в 1997 году организация BVH распускается и SVD остаётся единственной надрегиональной ЛГБТ-организацией Германии.
В 1991 году из-за отсутствия финансирования прекращает свою деятельность организация Aids-Hilfe DDR, поэтому Aids-Hilfe Deutschland организовывает филиал для восточных земель. В первой половине 1990-х годов создаётся несколько благотворительных фондов для поддержки людей, живущих с ВИЧ, например фонд Positiv leben и другие. Однако центральной темой германского ЛГБТ-движения первой половины 1990-х годов становится насилие в отношении ЛГБТ. Кроме того, в обществе вновь затрагиваются вопросы преследования гомосексуалов во времена Третьего рейха. На эту тему публикуются научные работы, издаются биографии гомосексуальных жертв нацизма.
В 1992 году орден «За заслуги перед Федеративной Республикой Германия» получает трансгендер Шарлотта фон Мальсдорф (Лотар Берфельде) на поприще борьбы за права ЛГБТ. В 1994 году такого же ордена удостаивается Манфред Брунс, а в 1996 — Эдуард Штапель.

### Возникновение большого числа узкопрофильных организаций
В 1990-е годы появляется также большое количество узкоспециализированных ЛГБТ-организаций. Образуются различные группы, которые характеризуются своей узкой направленностью по интерессам: спортивные группы, молодёжные группы, группы для помощи мигрантам и другие.
В 1990 году была образована молодёжная ЛГБТ-организация Jugendnetzwerk Lambda, деятельность которой направлено на работу с гомосексуальными подростками. С 1991 года в Гамбурге действует организация Völklinger Kreis — профсоюз гомосексуальных предпринимателей и промышленников против гомофобии и дискриминации ЛГБТ. В 1999 году в Берлине организована аналогичная лесбийская организация Wirtschaftsweiber.
В 1992 году образовывается первая крупная организация бисексуального движения BiNe – Bisexuelles Netzwerk. Целью организации является проведение просветительской работы по вопросам бисексуальности, поддержка групп взаимопомощи, сотрудничество с международными бисексуальными организациями. В 1990-е годы в нескольких городах Германии (Хайдельберг, Берлин, Гамбург, Кёльн) возникли также филиалы международной организации «Сёстры бесконечной снисходительности».
В 1994 году возникла Ассоциация гомосексуальных сотрудников полиции — объединение геев и лесбиянок в полиции Германии. В апреле 1997 года в Берлине был организован Союз гомосексуальных журналистов (нем. Bund Lesbischer und Schwuler JournalistInnen), который кроме правозащитной деятельности ежегодно также вручает премии журналистам за выдающуюся работу в освещении ЛГБТ-событий. В 1998 году воссоздаётся Научно-гуманитарный комитет, который не считает себя ЛГБТ-организацией, но левонаправленным сексуальноэмансипированным обществом.
В 1997 году внутри Христианско-демократического союза образуется рабочая группа «Христианские демократы-геи», которая уже в 1998 году преобразовывается в организацию «Геи и лесбиянки в Союзе».
В 1999 году «Союз геев Германии» открывает свои двери для лесбиянок и переименовывается в «Союз геев и лесбиянок Германии».
Начало 1990-х годов ознаменовалось резким увеличением размаха проведения гей-прайдов в Германии. Например, в Берлине число участников CSD сегодня доходит до 500 тысяч ежегодно. Прайды проводятся практически во всех крупных городах страны.
С 2011 года в Берлине действует первая и пока единственная русскоязычная ЛГБТ-группа Quarteera, работа которой направлена на русскоязычных мигрантов в Германии.

### Легализация однополых союзов
С 1 августа 2001 года в Германии был введён институт однополых гражданских партнёрств, которые имели значительно меньше прав, чем браки. В последующие годы LSVD принимал активное участие в расширении прав гражданских партнёров и в сближении таких партнёрств с обычными браками в правовом статусе. В 2004 году был принят закон о переработке закона о гражданских партнёрствах. В последующие годы в результате нескольких решений Конституционного суда, однополые гражданские партнёрства почти во всех сферах были уравнены с остававшимися доступными лишь для разнополых пар браками. Единственным серьёзным отличием к 2017 году оставался запрет гражданских партнёров на совместное усыновление детей, а также принципиально различная терминология, подчёркивающая, что однополый союз не является браком.
С 1 октября 2017 года вступил в силу принятый 30 июня закон, разрешающий однополым парам вступать в брак и усыновлять детей. Заключение новых гражданских партнёрств этим законом было отменено, ранее же заключённые партнёрства продолжат существование «как есть» и, по заявлению, могут быть преобразованы в брак.

### Реабилитация осуждённых по § 175
В 1994 году во Франкфурте-на-Майне был открыт мемориал Франкфуртский ангел, посвящённый гомосексуальным жертвам нацизма. Лишь в 1998 году немецкий Бундестаг признал противоречащими правам человека и отменил приговоры, вынесенные нацистским режимом гомосексуальным мужчинам по § 175. В январе 1999 года на территории бывшего конценрационного лагеря Заксенхаузен прошла памятная церемония в честь гомосексуальных узников концлагерей, которая стала первой акцией в честь гомосексуальных жертв нацизма на территории концентрациооного лагеря.
Вплоть до 2002 года немецкое правительство (при поддержке ХДС/ХСС и СвДП) отказывало в этом. Благодаря инициативе LSVD в 2008 году в Берлине был открыт мемориал гомосексуалам — жертвам нацизма. К данному моменту в Германии уже существовало несколько памятников, посвящённых гомосексуальным жертвам нацизма — открытый в 1994 году Франкфуртский ангел во Франкфурте-на-Майне и открытый в 1995 году Мемориал геев и лесбиянок — жертв нацизма в Кёльне. Кроме того, во многих местах в Германии установлены мемориальные доски.
22 марта 2017 года правительство Германии предложило законопроект, отменяющий все приговоры по § 175, вынесенные уже в послевоенной Германии. Кроме того, законопроект предполагал денежную компенсацию осуждённым. 23 июня 2017 года закон был принят Бундестагом, однако в последней окончательной редакции проекта был изменён возраст согласия с 14 на 16 лет, тем самым мужчины, осуждённые по параграфу 175 за контакты с подростками 14-15 лет были исключены из реабилитации.

## Краткая хронология важнейших событий
- 1869: Первое использование терминов «гомосексуальный» и «гетеросексуальный».
- 1871: Распространение уголовного преследования сексуальных контактов между мужчинами на всю Германскую империю.
- 1891: Альберт Молль опубликовывает первую монографию на немецком языке, целиком посвящённую гомосексуальности.
- 1896: Выход первого номера журнала «Der Eigene» — первого в мире журнала для гомосексуальных мужчин.
- 1897: Создание Научно-гуманитарного комитета — первой в мире организации, отстаивающей права гомосексуалов.
- 1919: Веймарская конституция гарантирует гомосексуалам свободу слова и собраний.
- 1919: Создание Института сексуальных наук, одной из задачей которого стало изучение гомосексуальности.
- 1919: Общественный показ первого фильма об однополой любви «Не такой как все».
- 1933: Приход к власти нацистов, запрет и закрытие всех ЛГБТ-организаций и журналов.
- 1935: Зчачительное ужесточение § 175 («противоестественный блуд между мужчинами»).
- 1936: Создание Имперского центрального бюро по борьбе с гомосексуализмом и абортами.
- 1937: Начало депортаций гомосексуальных мужчин в концентрационные лагеря.
- 1945: Окончание Второй мировой войны и освобождение узников лагерей.
- 1950: Верховный суд ГДР вернул текст § 175 к донацистской формулировке 1871 года.
- 1957: Конституционный суд ФРГ признаёт конституционность нацистской редакции § 175 и оставляет её в силе на территории ФРГ.
- 1968: Либерализация в ГДР: новый уголовный кодекс не предусматривает наказаний за добровольные контакты между мужчинами старше 18 лет.
- 1969: Либерализация § 175 в ФРГ: отмена наказаний за добровольные контакты между мужчинами старше 21 года.
- 1971: Выход фильма «Не гомосексуал извращён, а ситуация, в которой он живёт» спровоцировал рост активности ЛГБТ.
- 1972: Первая открытая демонстрация гомосексуалов на Первомайском митинге в Западном Берлине.
- 1973: Либерализация § 175 в ФРГ: отмена наказаний за добровольные контакты между мужчинами старше 18 лет.
- 1979: Первые гей-прайды на германской территории состоялись в Западном Берлине и Бремене.
- 1989: Либерализация в ГДР: отмена наказаний за добровольные контакты между мужчинами старше 14 лет (уравнено с разнополыми контактами).
- 1994: Окончательная отмена § 175 в объединённой Германии, возраст сексуального согласия уравнен для однополых и разнополых контактов.
- 2001: Введение гражданских партнёрств — официального института регистрации однополых союзов в стране.
- 2002: Реаблилитация осуждённых по приговорам, согласно § 175 и 175a п. 4 (в редакции 1935 года), вынесенным в 1935—1945 годы.
- 2017: Реаблилитация осуждённых по приговорам, согласно § 175 (в редакции 1945 года), вынесенным после 1945 года.
- 2017: Легализация однополых браков, однополые пары полностью уравнены с разнополыми в вопросах брака.
- 2021: В Бундестаг впервые избраны открытые трансгендерные женщины — Тесса Гансерер[англ.] и Нике Славик.